# 小河陽
小河 陽（おがわ あきら、1944年 - ）は、日本の神学者。立教大学名誉教授、関東学院前院長。

## 経歴
岡山県生まれ、大阪市出身。1967年国際基督教大学人文科学科卒業。1970年東京大学大学院人文科学研究科西洋古典学博士課程中退。1970－1973年東京大学教養学部助手。1971－1975年フランス・ストラスブール大学プロテスタント神学部大学院課程在籍、宗教学で博士。1975－1988年スウェーデンのウプサラ大学、ニューヨークのユニオン神学校に留学。1989年弘前学院大学文学部教授。1991年立教大学文学部教授、2010年定年、名誉教授、関東学院大学経済学部教授、2014年関東学院院長。

## 著書
- 『イエスの言葉 その編集史的考察』（教文館） 1978
- 『福音書のイエス・キリスト 1 旧約の完成者イエス マタイによる福音書』（講談社） 1983
- 『マタイ福音書神学の研究 その歴史批評的考察』（教文館） 1984
- 『マタイによる福音書 旧約の完成者イエス』（日本基督教団出版局、福音書のイエス・キリスト） 1996
- 『パウロとペテロ』（講談社選書メチエ） 2005
- 『新約聖書に見るキリスト教の諸相』（関東学院大学出版会） 2017

## 翻訳
- 『新約聖書神学概論』（ハンス・コンツェルマン、田川建三共訳 新教出版社） 1974
- 『新約聖書神学概説』（E・ローゼ、日本基督教団出版局） 1982
- 『神の子 キリスト成立の課程』（マルティン・ヘンゲル、山本書店） 1988
- 『ヘレニズム世界』（F・W・ウォールバンク、教文館） 1988
- 『異教徒・ユダヤ教徒・キリスト教徒 ヘレニズム - ローマ時代の文献に現われる論争』（ハンス・コンツェルマン、新地書房） 1990
- 『ヨハネの黙示録』（岩波書店） 1996、のち講談社学術文庫 2018
- 『イエス・ルネサンス 現代アメリカのイエス研究』（M・J・ボーグ、監訳、教文館、聖書の研究シリーズ） 1997
- 『ヨハネ黙示録の神学』（R・ボウカム、飯郷友康共訳、新教出版社、叢書新約聖書神学） 2001
- 『EKK新約聖書註解 マタイによる福音書』（ウルリヒ・ルツ、教文館） 1990 - 2009
- 『イエス・キリスト時代のユダヤ民族史』全4巻（E・シューラー、安達かおり, 馬場幸栄, 上村静, 大庭昭博共訳、教文館） 2012 - 2015
- 『死者の復活 神学的・科学的論考集』（T・ピーターズ, R・J・ラッセル, M・ヴェルカー編、日本キリスト教団出版局） 2016

## 論文
- <小河陽